# Borough United Football Club
El Borough United Football Club fue un club de fútbol de Gales, con sede en Llandudno Junction. Fue fundado en 1952 y desapareció en 1969.
Fue fundado en el año 1952 a raíz de la fusión de los equipos Llandudno Junction (que ya había jugado en la Liga Premier con buen suceso, pero que abandonó la misma por problemas financieros) y el Conwy Borough. Fueron campeones de liga en 2 ocasiones, pero su mayor logro fue el de ganar la Copa, ya que eran considerados como un equipo amateur.
A nivel internacional participaro en 1 torneo continental, en la Recopa de Europa de Fútbol de 1963/64, donde fue eliminado en la Segunda ronda por el ŠK Slovan Bratislava de la antigua Checoslovaquia.
En el año 1967, los dueños del Nant-y-Coed Ground, la Oblates of Mary Immaculate los echaron del campo y fueron obligados a jugar en la Vale of Conwy League, en la que jugaron 2 años hasta su desaparición en el año 1969.

## Palmarés

### Torneos nacionales
- Copa de Gales (1): 1962-63

## Participación en competiciones de la UEFA
- Recopa de Europa de Fútbol: 1 aparición

1964 - Segunda ronda
- Datos: Q2277218